# Elektronisk komponent
En elektrisk komponent eller elektronisk komponent er en indretning konstrueret til at have ganske bestemte elektriske egenskaber, som regel "emballeret" i et hus med ydre tilledninger (kaldet "ben"). Disse komponenter forbindes indbyrdes så de tilsammen danner et elektronisk kredsløb; som regel ved at de monteres på en printplade der giver det samlede kredsløb mekanisk stabilitet og sørger for den indbyrdes forbindelse mellem komponenterne.
Man bruger også at sammenkoble adskillige "simple", såkaldte diskrete komponenter, i ét og samme hus; en sådan sammensat komponent kaldes for et integreret kredsløb – et eksempel på dette er moderne mikroprocessorer, som indeholder adskillige milloner transistorer.

## Dokumentation
Til så godt som enhver komponent der fremstilles, leverer fabrikanterne et såkaldt datablad; et dokument med alle tekniske oplysninger om deres produkts egenskaber og begrænsninger. I nogle tilfælde, f.eks. for kondensatorer og modstande, kan al relevant information dog trykkes eller på anden måde indikeres på komponentens hus.

## Oversigt over diskrete elektroniske komponenter
Diskrete komponenter kan inddeles i to hovedkategorier; aktive og passive komponenter. I moderne elektronik bruges for de aktive komponenters vedkommende næsten altid halvleder-komponenter, mens man før halvlederteknologien blev udviklet benyttede radiorør.

### Aktive faststofkomponenter (halvledere)
- Diode
  - Fotodiode
  - Kapacitetsdiode
  - Laserdiode
  - Lysdiode (LED)
  - Pin-diode
  - Schottky diode
  - Transorber
  - Tunneldiode
  - Zenerdiode
- Transistor
  - Bipolar transistor (BJT)
  - Darlington-transistor
  - Felteffekttransistor (FET)
  - Fototransistor
  - IGBT transistor
- Diac
- Triac
- Tyristor (SCR)
- Unijunction-transistor (UJT)
- Varistor

### Aktive komponenter (radiorør)
- Billedrør
- Klystronrør
- Magnetron
- Radiorør

### Passive komponenter
- Kondensator
- Kvartskrystal resonator
- Memristor
- Modstand
- Spole
- Transformator
- Elektrisk sikring
- Shunt
- Lus (elektronik)
- Elektrisk ledning
- Elektrisk terminal

### Øvrige
- Negative impedance converter (NIC)
- Transduktor
- VDR-modstand